# 貝瑞塔M1918衝鋒槍
貝瑞塔M1918（英語：Beretta Model 1918）是一款由意大利槍械設計師塔利奧·馬倫戈尼在第一次世界大战時期研製，然後由槍械製造商貝瑞塔所生產的冲锋枪，於1918年在意大利皇家陸軍服役，發射9毫米格利森蒂和.22 LR口徑子彈。
不計並非專門作為衝鋒槍而開發的槍型，本槍和德國的MP18衝鋒槍同為世界最早真正的衝鋒槍。

## 概述
最初以半自動步枪作為設計方向的貝瑞塔M1918，從機匣頂部裝插其彈匣供彈；這是一種非常規設計，其簡單性在於可以利用地心引力協助拋出擊發過後的彈殼。該衝鋒槍是由維拉爾—佩羅薩空用衝鋒槍切開一半、裝上木製固定整體式槍托以改造成個人突擊武器，並且附有與卡爾卡諾M91卡賓槍相同的折疊式刺型刺刀。儘管世界上第一支衝鋒槍被認為是維拉爾—佩羅薩空用衝鋒槍，但貝瑞塔M1918被認為才是專門為該目的設計的第一款制式武器，因此可以認為是意大利武裝部隊所發配和使用的第一款衝鋒槍，並且可能是第一款被用作常規發配戰鬥武器的衝鋒槍。
1918年後期，貝瑞塔M1918開始服役，並且隨即發配給阿迪蒂突击队。二戰以前，意大利亦在第二次義大利衣索比亞戰爭與西班牙内战中使用它。二戰初期，它一直用於利比亞前線，直到1941年才被MAB 38絕對取代。

## 衍生型
一款半自動警用衍生型是M1918/30，其彈匣從底部插入，採用閉鎖式槍栓，同樣附有刺刀。該版本曾被森林民兵和阿根廷警察所採用。M1918/30也被在阿根廷的哈夫達薩（Hafdasa）生產，命名為C-1，並且成為巴里斯特·里戈衝鋒槍的基礎。

## 使用國
- 阿尔巴尼亚
- 阿根廷
- 義大利

## 流行文化

### 電子遊戲
- 2016年—《戰地風雲1》
- 2021年—《應徵入伍》

## 資料來源
1. ↑  .   [2019-12-18]. （原始内容存档于2019-10-19）.
2. ↑  .   [2019-12-18]. （原始内容存档于2012-03-18）.

## 外部連結
- （英文）—Beretta Model 1918 Sub-Machine Gun
- Ballester-Riguard submachine gun